# 戈申 (康乃狄克州)
戈申（英語：Goshen）是一個位於美國康乃狄克州利奇菲爾德縣的城鎮。

## 地理
戈申的座標為41°51′05″N 73°14′09″W / 41.85139°N 73.23583°W，而該地的平均海拔高度為402米（即1,319英尺）。

## 人口
根據2010年美國人口普查的數據，戈申的面積為117.10平方千米，當中陸地面積為113.10平方千米，而水域面積為4.00平方千米。當地共有人口2,976人，而人口密度為每平方千米25人。